# Plantations Lever au Congo
Pour les articles homonymes, voir HCB.
Les Plantations Lever au Congo, appelées Huileries du Congo belge (HCB) jusqu’en 1960, sont une entreprise privée fondée en 1911 par William Lever.

## Histoire
La société anonyme des Huileries du Congo belge est fondée le 14 avril 1911, à la suite de la signature d’une convention signée par le ministre Jules Renkin et son nouveau Président du Conseil d’administration. La société se voit attribuer 5 terres domaniales pour la plantation de palmiers Elaeis, à proximité de cinq localités : Bumba, (plantation d'Alberta) et Barumbu, (plantation d'Elisabetha) sur le fleuve Congo, Lusanga, (plantations de Leverville) sur le Kwilu, Basongo sur le Kasaï, (plantation de Brabanta) et près d’Ingende, (plantation de Flandria) sur la Ruki, .

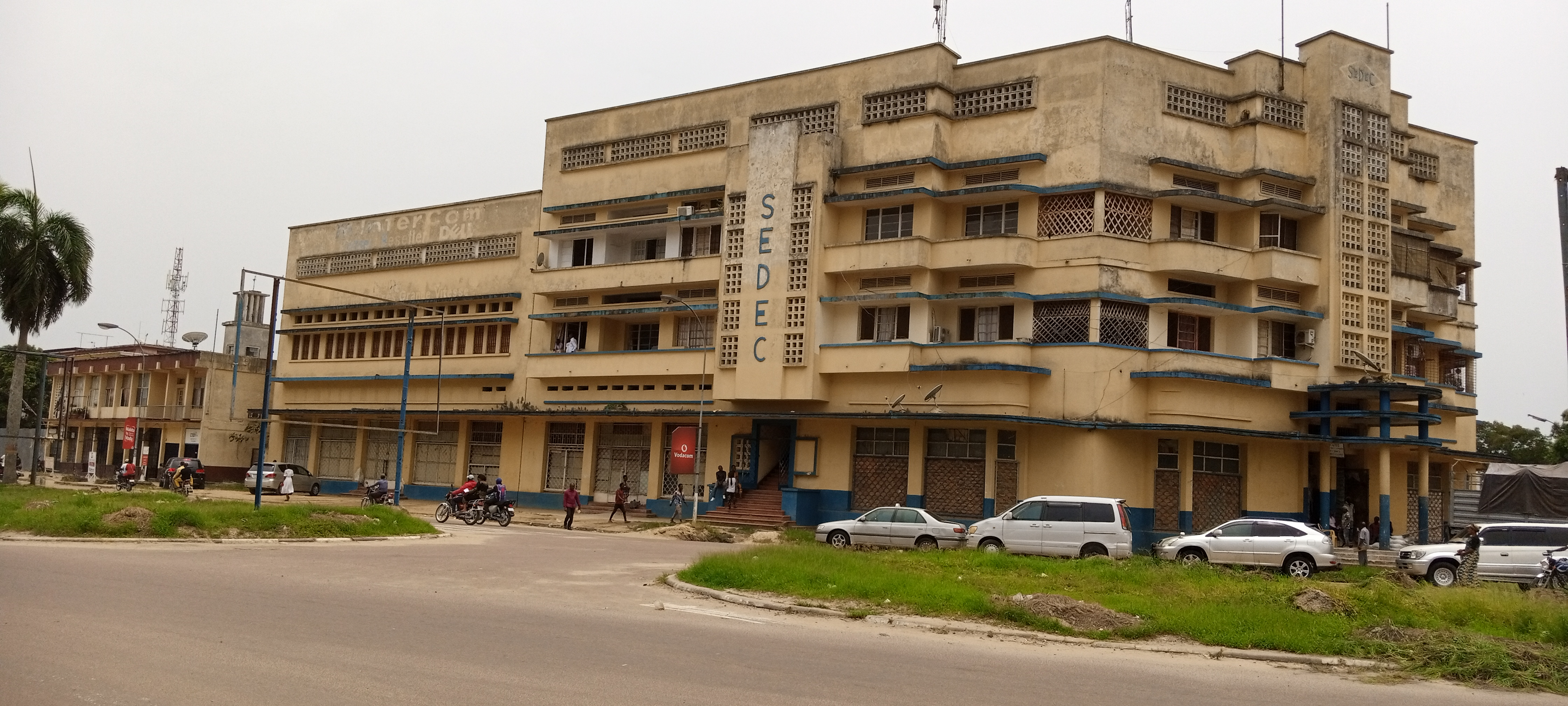
Ancien bâtiment de la SEDEC à Kisangani.

À l'approche de la Seconde Guerre mondiale elle créera une très large plantation d'Elaeis (13 500 hectares) au nord-est de Bumba sur la route d'Aketi (plantation de Yaligimba: 4 000 travailleurs) et deux autres plantations mixtes de cacaoyers et d'Heveas à Mokaria (sur la route Yandombo-Basoko) et à Gwaka (sur la Mongala au sud de Gemena). Peu avant l'indépendance (1960) elle créera une plantation de théiers à Mweso au Kivu.

Une station de recherches employant une dizaine d'universitaires avait été créée à Yaligimba à la fin de la guerre. D'importantes recherches technologiques sur l'usinage avaient été entreprises avec d'autres compagnies dans l'usine pilote de Mongana. Les PLC formaient également, dans des écoles qu'ils finançaient eux-mêmes, leurs techniciens et comptables (à Leverville), leurs assistants agronomes à Yaeseke et des infirmières à Alberta. Des hôpitaux importants, gérés par des médecins, avaient été établis dans chacune des plantations. Des institutions éducatives et hôpitaux étaient gérés par des missionnaires catholiques. Les pères jésuites (le père Fernand Allard) avaient fondé un poste missionnaire à Leverville en 1915.
Pour nourrir leurs travailleurs, les PLC avaient créé deux grands élevages bovins, un au sud près de Leverville et un dans l'Ubangi à la Lombo. Les PLC possédaient un port et des tanks de stockage à Kinshasa, ainsi que leurs propres bateaux et leurs propres wagons de chemin de fer. Ils avaient également une grande capacité de stockage d'huile à Matadi.
En 1958, le siège social avait été transféré de Bruxelles à Léopoldville.
En 1957, la compagnie emploie 14 780 coupeurs dans le Kwilu.
Le HCB a utilisé le travail forcé,,,,,,,,,,.